# Konfederacija
Konfederacija oziroma sodržavje je državna zveza dveh ali več suverenih držav, ki nastane na temelju mednarodne pogodbe. Konfederalne enote, ki tvorijo konfederacijo imajo status suverenih držav in pravico do izstopa iz zveze. Zvezni organi konfederacije, na katere države prenesejo le nekatere pristojnosti, imajo nad državljani držav članic le posredne učinke, ker so zakonodajna telesa držav pri sprejemanju zakonov enakovredna konfederalnemu zakonodajnemu telesu. Ta je praviloma sestavljen le iz enega doma, v katerem poslanci držav zakone sprejemajo soglasno.
Konfederacijski izvršilni organ oblasti ima zato značilnosti mednarodne konference predstavnikov oblasti posameznih držav. S časovnega vidika je prehodna oblika meddržavnega združevanja in vodi v razpad ali pa v preoblikovanje v trdnejšo federativno povezavo, zato je tudi težko najti v mednarodni politiki tipičen primer konfederacije. Zgodovinski primer bi bili Švicarska konfederacija (1291-1874), Nemška zveza (1815-88) in Konfederativne države Amerike (1861-65).

## Konfederacija kot pravni izraz
Konfederacija kot abstrakten pravni pojem opisuje povezavo enakovrednih članov s prisego, ki jo Bog priseže za določen čas ali za vse večne čase kot najvišjo obliko človekove zavezanosti. V tem smislu je konfederacija v nasprotju s fevdalno oblastjo s svojo hierarhično asimetrično organizacijo.
V srednjem veku so bila predvsem mesta tista, ki so v nasprotju s prevladujočim fevdalizmom svojim vladarjem in mestnim gospodom iztrgala vse več pravic in privilegijev ter tako vse bolj dobivala priložnost za samoupravo. Od klasične fevdalne vladavine so se ločili tudi z namestitvijo tako imenovanih konfederatov. Konfederat je bil v tem smislu porotnik ali mestni poveljnik, ki je bil lahko pritrjen na župana ali mestnega sodnika. Podobno je bil zapriseženi spremljevalec (Eidgenosse) nekdo pod isto prisego, natančneje kolega porotnik. S podobnim pomenom se je uporabljal tudi izraz »zapriseženi potovalec« za popotnika, zapriseženega prijatelja ali lastno ženo.
V 16. stoletju je bila nemška beseda Eidgenosse izposojena iz francoščine v obliki eiguenot ali enguenos, in je dobila ime po županu Ženeve Besançonu Huguesu, voditelju protestantov, za huguenot (hugenot].